# 尸羅精舍
22°23′27″N 113°57′54″E / 22.3909°N 113.9651°E

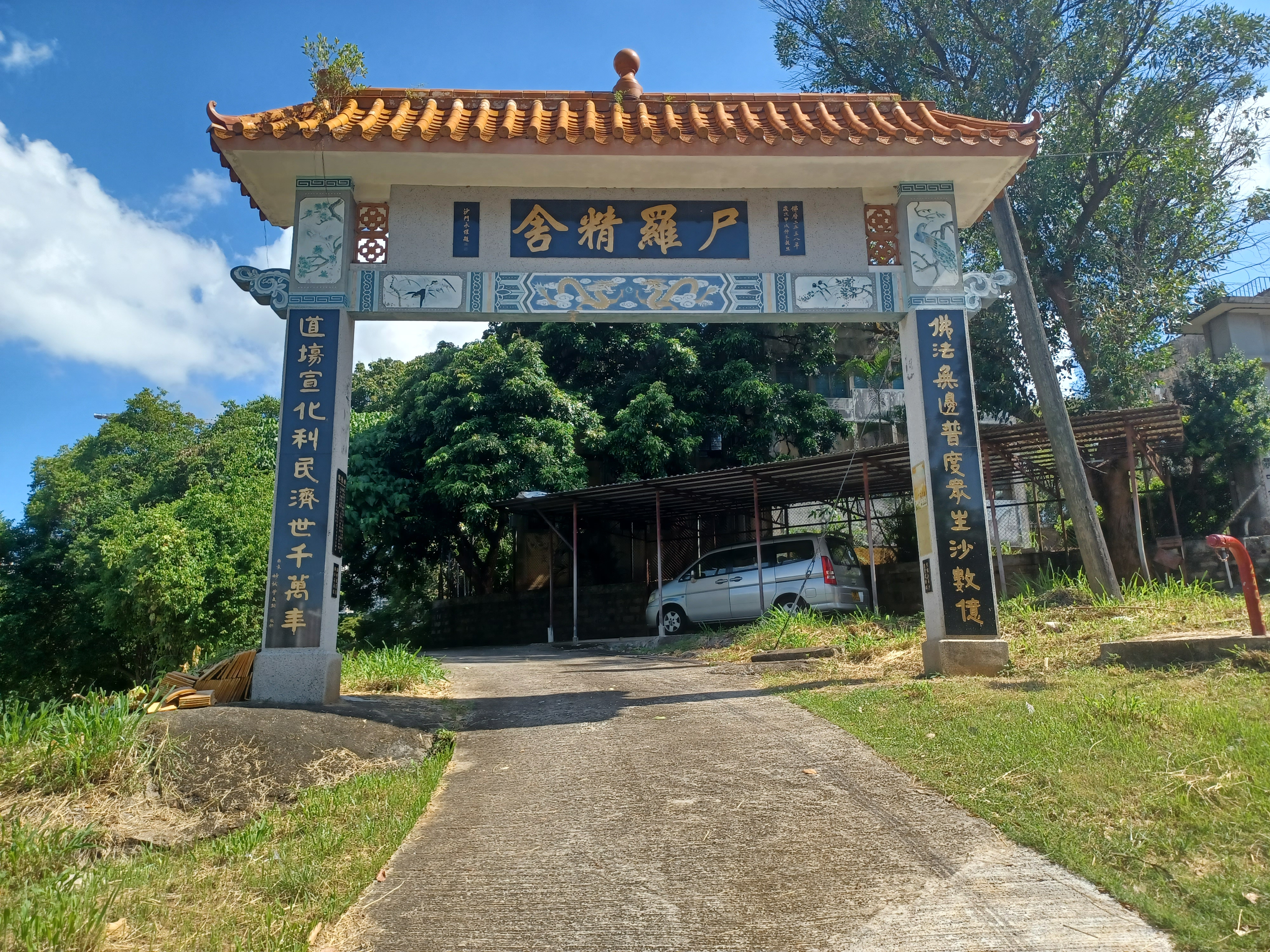
尸羅精舍的山門

尸羅精舍是位於香港新界屯門青山村的佛寺，鄰近香港專業教育學院屯門分校、山景邨、龍門居、青山佛教學校以及千年古剎青山禪院，為香港現存佛教老道場之一，也是少有之律宗淨土宗淨修道場。

## 簡介
尸羅精舍是一座傳統漢傳大乘佛教全男眾的傳統叢林律宗寺院，創立於1949年間，開山祖師為體敬老和尚，法脈臨濟，宗派屬南山律宗及淨土宗。
自體敬上人開山至今，宗風一直為「稽首禮諸佛，及法比丘僧，今演毗尼法，令正法久住」。比丘眾必須一律遵守戒律中明文規定之開遮持犯，例如搭衣持缽、過中不食、結解大界及淨地，每半月說戒，如法懺悔，平時打板集眾作羯磨法，每年結夏安居並自恣，不留女眾住宿，不攀緣，不做任何生意，不接、不做經懺佛事。只供大眾依律修行，常住作恆常共修佛事，如法如律，持戒念佛，求生淨土。

## 歷任住持
- 仁瑞體敬老和尚  (第一代 1950年代開山)
- 聖覺老法師（第二代）
- 聖保老法師（第二代）
- 聖念老法師（第二代）
- 聖照老和尚（第二代）
- 果禮法師（第三代 2007年起）
- 果信法師（第三代 2016年起）
- 果禮法師（第三代）
- 果盛達昌法師（第三代 2018年起）

年代久遠，以上歷任住持次第謹供參考

## 殿堂
- 大雄寶殿
- 體敬大師紀念堂
- 慈舟律師舍利塔
- 體敬大師舍利塔
- 藏經樓
- 報恩堂
- 客堂
- 五觀堂

## 資料來源
- 尸羅精舍 Sila Vihara Reception
- . 福山堂. 2012  [2012-10-23]. （原始内容存档于2012-01-26）.